# Chlorure d'or(I)
Le chlorure d'or(I) est un composé chimique de formule AuCl. Il se présente comme un solide jaune clair soluble dans les solutions de chlorure de métaux alcalins et se décompose lorsqu'il est dissous dans l'eau :
3 AuCl + H2O → 2 Au + H[AuCl3OH].
Le solide adopte un système cristallin orthorhombique. Son enthalpie de formation est de −34,7 kJ·mol-1. Certains complexes de chlorure d'or(I) sont très stables. Leur solution aqueuse dans l'acide chlorhydrique, où l'espèce dominante à 300 °C est AuCl2−, peut cependant se dismuter à haute température :
AuCl2−  {\displaystyle \rightleftharpoons }  2 Au↓ + AuCl4− + 2 Cl−.
Le chlorure d'or(I) peut être utilisé comme catalyseur en synthèse organique. On peut l'obtenir par décomposition thermique de chlorure d'or(III) Au2Cl6 ou d'acide chloraurique HAuCl4 :
Au2Cl6 → 2 AuCl + 2 Cl2 ;
HAuCl4 → AuCl + HCl + Cl2.
On peut également le produire à partir des éléments qui le constituent en faisant réagir du chlore Cl2 sec avec de l'or finement divisé à 250 °C :
2 Au + Cl2 → 2 AuCl.